# Lida
Lida (biał. Ліда, lit. Lyda) – miasto na Białorusi, w obwodzie grodzieńskim, siedziba rejonu lidzkiego i drugie pod względem wielkości miasto Wileńszczyzny. 
Niegdyś miasto powiatowe w granicach I Rzeczypospolitej. Miasto królewskie położone było w końcu XVIII wieku w powiecie lidzkim województwa wileńskiego. Miejsce obrad sejmików ziemskich powiatu lidzkiego od XVI wieku do pierwszej połowy XVIII wieku. W latach 1921–1945 w Polsce, w województwie nowogródzkim, siedziba powiatu lidzkiego.
Przemysł maszynowy, spożywczy, obuwniczy oraz materiałów budowlanych, węzeł kolejowy ze stacją Lida.
Leży nad rzeką Lidziejką. Lidę zamieszkują w 45% Białorusini, 40% – Polacy, a 15% – Rosjanie.

## Historia

### Panowanie Litwy i I Rzeczypospolitej

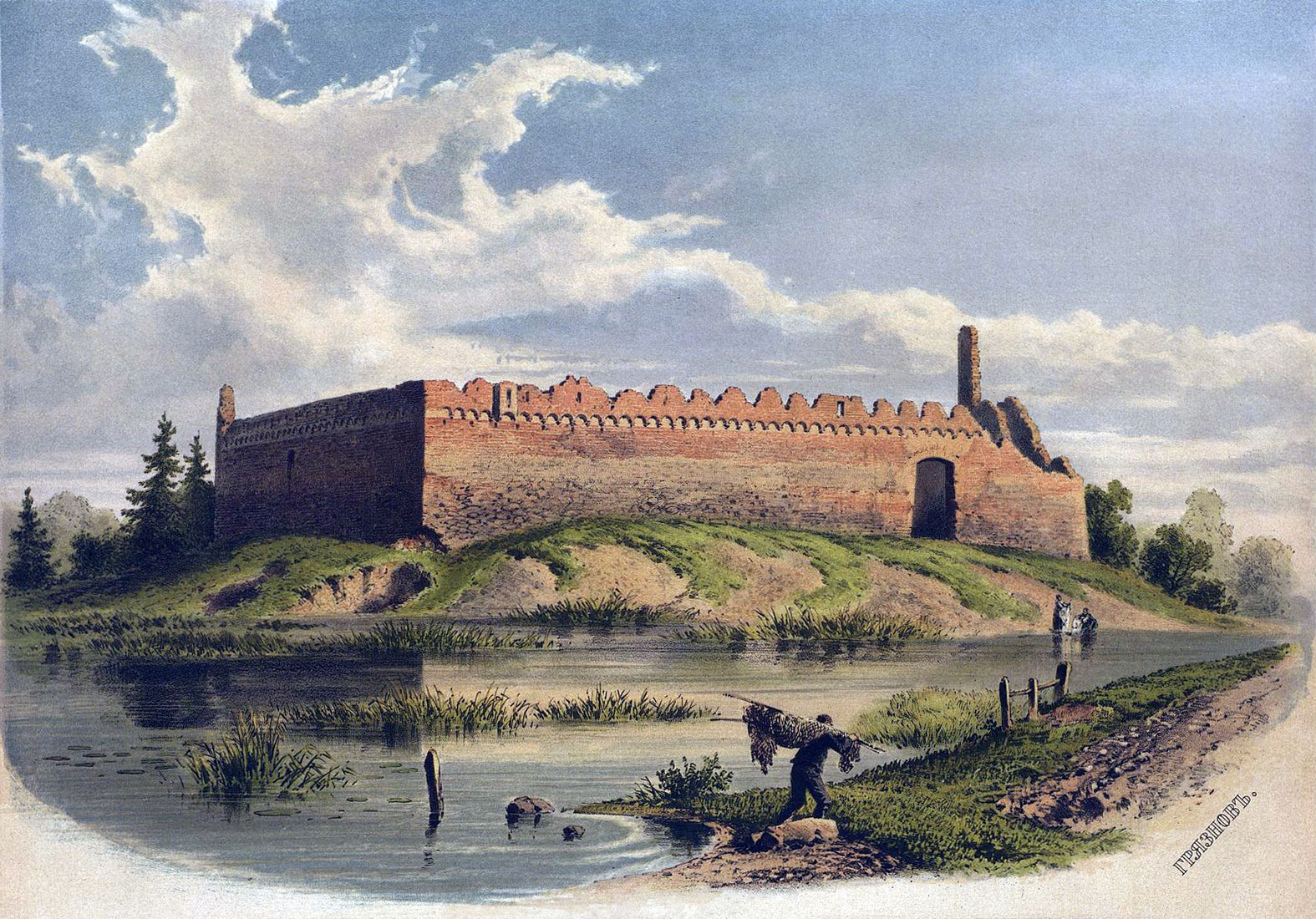
Zamek w Lidzie – widok z XIX w.

Około 1323 wielki książę litewski Giedymin zbudował w Lidzie murowany zamek. Z faktem tym należy wiązać powstanie w jego pobliżu osady, rozwiniętej później w miasto. Lida była stolicą księstwa lidzkiego, którym władał książę Giedymin, a po jego śmierci syn Olgierd i wnuki Jagiełło i Witold. Zamek był jak na ówczesne czasy potężną twierdzą wielokrotnie szturmowaną przez Krzyżaków, którym udało się go zdobyć zaledwie raz w 1384. W 1376 do Lidy przybyli franciszkanie, co świadczy o tym, że Lida musiała być już rozwiniętym ośrodkiem. W 1392 i 1394 Lidę najechał Witold i sprzymierzeni z nim Krzyżacy, co spowodowało spalenie miasta przez uciekających do zamku mieszkańców. Lida i zamek był dwukrotnie schronieniem wygnanych z Ordy Tatarskiej chanów: Tochtamysza (1396-99), Hadżi Gireja (1434-43). Latem 1405 Witold wziął w niewolę żonę i dzieci księcia smoleńskiego Jurija Światosławowicza i uwięził ich w zamku lidzkim. Z tego powodu w 1406 zamek był oblegany przez księcia smoleńskiego Jerzego Światosławicza, który spalił miasto, ale zamku nie był w stanie zdobyć.
Podczas wojny domowej z Zygmuntem Kiejstutowiczem, zamek był oblegany w 1433 przez księcia Świdrygiełłę.
Około 20 lipca 1506 odbył się w Lidzie sejm z udziałem Aleksandra Jagiellończyka, a następnie w obozie pod miastem zebrały się wojska litewskie i polskie, które rozbiły następnie Tatarów w bitwie pod Kleckiem. W wiekach XIV-XVI Lida była jednym z pięciu największych miast Wielkiego Księstwa Litewskiego. W dniu 17 września 1590 Zygmunt III Waza przyznał Lidzie prawo magdeburskie i herb przedstawiający lwa z dwoma kluczami nad głową. Przywilej z 1611 potwierdził istniejące tu od dawna dni targowe. W 1638 przy ścianie zamku lidzkiego zdecydowano wybudować magazyn służący przechowywaniu dokumentów lidzkiego sądu ziemskiego i archiwów. W dniu 20 kwietnia 1640 Władysław IV zatwierdził w Warszawie przyznane Lidzie prawo magdeburskie.
W 1655 Lidę zajęli Kozacy Zołotarenki, którzy opanowali też zamek. W 1659 natomiast moskiewskie wojska Chowańskiego po oblężeniu zamku całkowicie zniszczyły miasto. W czasie wojny północnej zamek został dwukrotnie opanowany przez wojska szwedzkie Karola XII (1702 i 1710).
W 1717 sejm postanowił utrzymać przyznane jej wcześniej ulgi i przywileje, a także wycofać wojsko z Lidy, aby ulżyć mieszkańcom. W dniu 7 kwietnia 1727 król August II Mocny potwierdził prawa nadane miastu poprzednio, wprowadził też podatek handlowy od działalności magazynów i rzeźni. August III Sas potwierdził wcześniejsze prawa postanowieniem z 12 listopada 1744, a w 1776 wydano przywilej, w którym zaliczono Lidę do miast, które zachowały prawo magdeburskie. Od tego czasu miasto powoli zaczęło się odradzać. W latach 1784–1787 komisja „boni ordinis” przeglądała rachunki i płatności miejskie.
Od 1759 do 1834 w mieście istniała szkoła średnia – kolegium. W tej placówce uczył się przyszły profesor Uniwersytetu Wileńskiego, botanik Stanisław Bonifacy Jundziłł.

### Okres zaborów

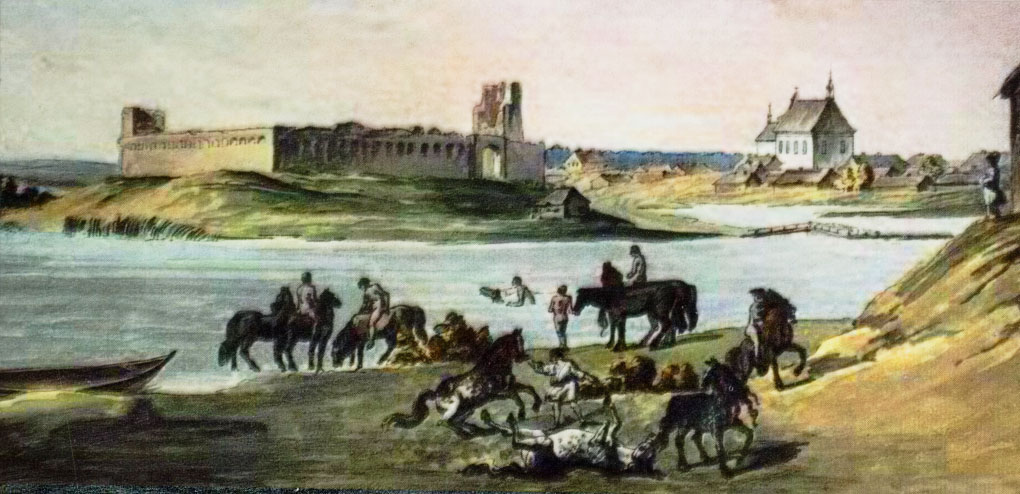
Lida w XIX w. (Józef Peszka)

Po trzecim rozbiorze Rzeczypospolitej w 1795 miasto włączono do Rosji.
W 1895 w Lidzie mieszkały 7864 osoby: 3954 mężczyzn i 3910 kobiet. 5326 mieszkańców miasta było narodowości żydowskiej.

### W II Rzeczypospolitej
Jesienią 1918 w mieście powstała Samoobrona Ziemi Lidzkiej – polska organizacja wojskowa mająca na celu obronę Lidy przed bolszewikami. Jej organizatorem był ppor. Wacław Szukiewicz. Po opuszczeniu miasta przez wojska niemieckie na przełomie 1918 i 1919 Samoobrona przejęła władzę w Lidzie i podjęła walkę z nadchodzącą Armią Czerwoną. W styczniu 1919 oddziały polskie wyszły z miasta na ratunek atakowanemu przez bolszewików Wilnu. W konsekwencji Lida została zajęta przez bolszewików bez walki. Odbita przez regularne Wojsko Polskie w czasie ciężkich walk 16–17 kwietnia 1919. Po zdobyciu miasta nastąpił pogrom, w którym, z udziałem żołnierzy polskich zamordowano 39 Żydów.

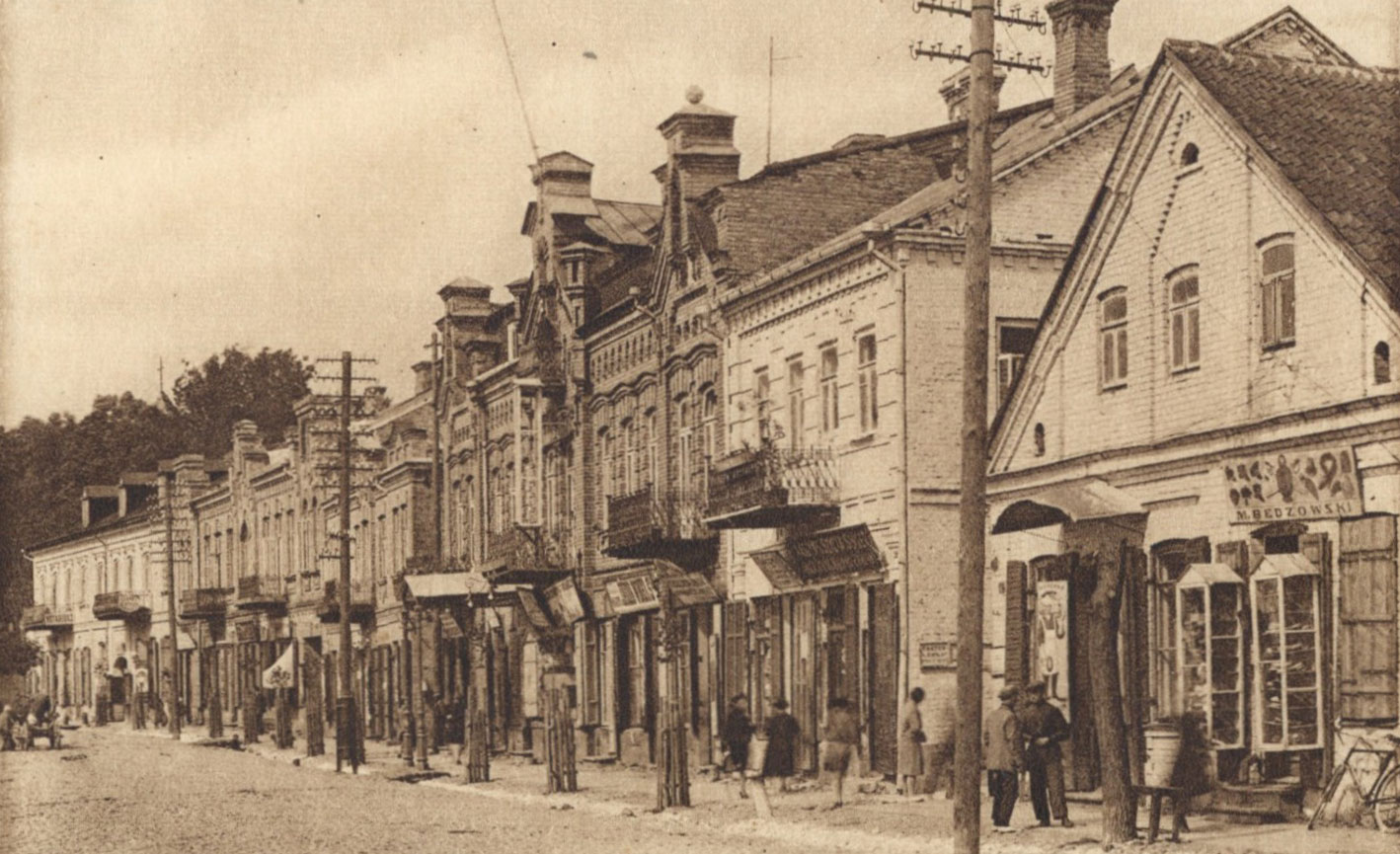
Ulica Wileńska ok. 1930

7 czerwca 1919 miasto wraz z całym powiatem lidzkim weszło w skład okręgu wileńskiego Zarządu Cywilnego Ziem Wschodnich – tymczasowej polskiej jednostki administracyjnej.

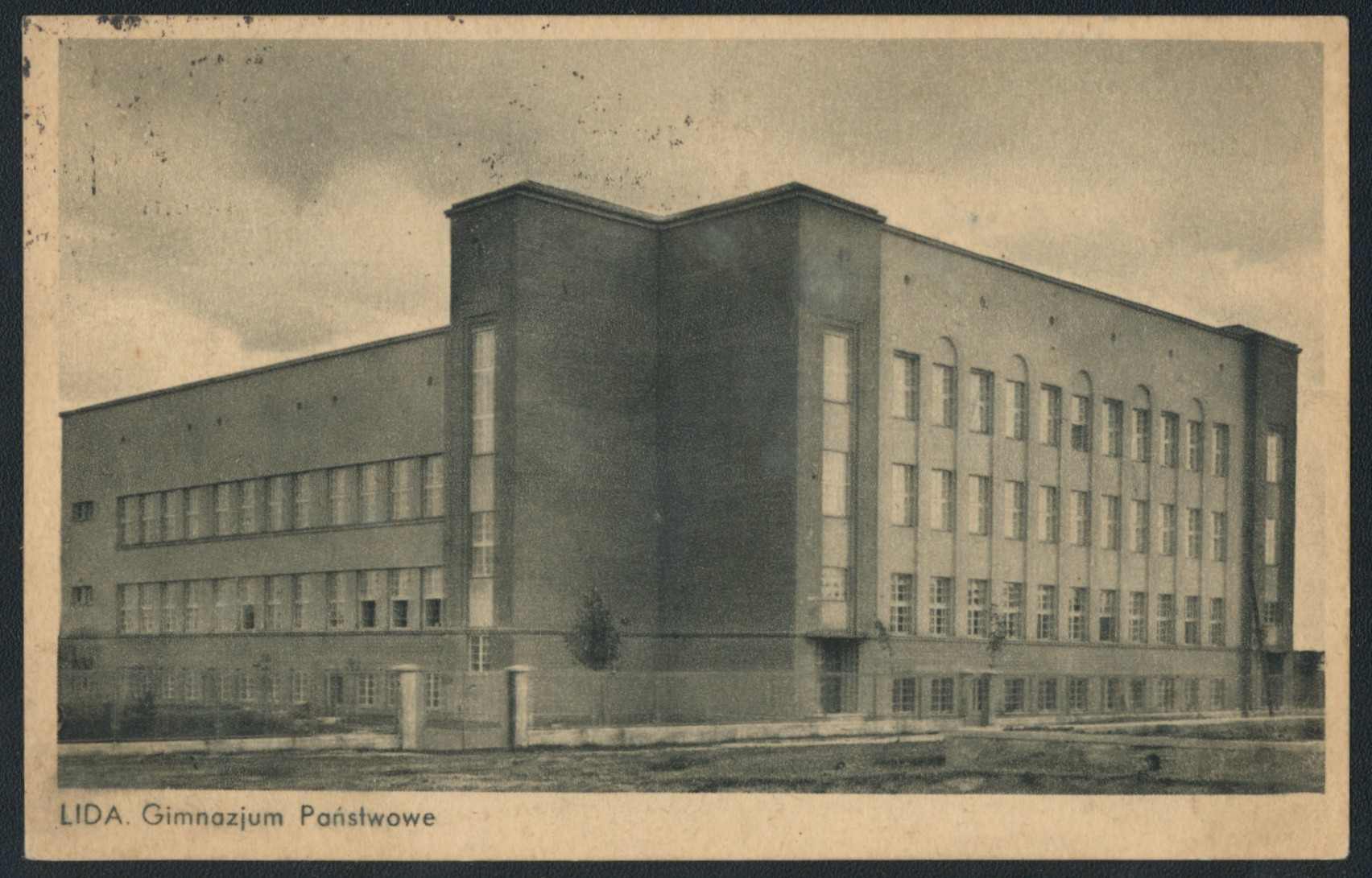
Polskie Gimnazjum Państwowe w latach 30.

Latem 1920 Lida została ponownie zajęta przez bolszewików, jednak po walkach pod miastem została ponownie odbita przez Polaków 30 września 1920. W 1921 formalnie weszła w skład II Rzeczypospolitej. Za II Rzeczypospolitej miejscowość była siedzibą wiejskiej gminy Lida oraz powiatu lidzkiego w województwie nowogródzkim. We wrześniu 1929 Lidę odwiedził prezydent Ignacy Mościcki, gdzie uczestniczył w uroczystościach otwarcia szkoły miejskiej. W okresie międzywojennym miasto bardzo szybko zaczęło się rozwijać. O ile w 1921 mieszkało w Lidzie 13 401 osób, o tyle w 1938 miasto liczyło już 26 257 mieszkańców. Główne zakłady przemysłowe w tym czasie to fabryka obuwia gumowego „Ardal”, fabryki produktów gumowych „Benland” i „Poland”, fabryka drutów i gwoździ „Drutindustria”, fabryka sprężyn „Zwój”, zakład produktów chemicznych „Korona”, 2 browary, 3 wytwórnie cukierków, 3 fabryki produkujące dachówki – „Tanur”, „Raaf” i „Neszer”, 2 fabryki obróbki wełny, 2 wytwórnie oleju, 6 tartaków, 8 młynów, 8 piekarń i 4 zakłady poligraficzne. W okresie międzywojennym został poddany częściowej renowacji zamek. 1 kwietnia 1938 włączono do miasta wieś Roślaki. 

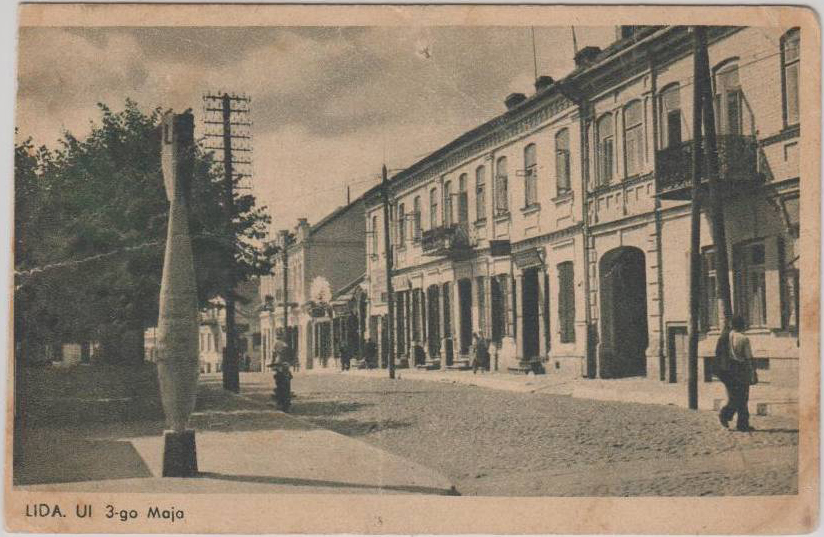
Ulica 3-go Maja ok. 1939

Przed 1939 w mieście stacjonowały 77. Pułk Piechoty (żołnierze mieli znak niedźwiadka na naramiennikach) oraz 5. Pułk Lotniczy.

### Okupacja wojenna i okres powojenny
W trakcie toczenia przez wojsko polskie walk obronnych na zachodzie przeciwko Wehrmachtowi, w dniu 19 września 1939 około godziny 21.00 miasto zaatakowała i zajęła 2 Dywizja Strzelecka Armii Czerwonej przełamując opór, w trakcie którego poległo około 50 polskich żołnierzy, natomiast w ręce sowieckie nie wpadło 89 polskich samolotów, które wraz z 309 osobami personelu lotniczego ewakuowano na Łotwę. Podczas ataku Niemiec na ZSRR miasto zostało poważnie zniszczone w lipcu 1941. Podczas okupacji hitlerowskiej, w grudniu 1941 Niemcy utworzyli getto dla żydowskich mieszkańców. Przebywało w nim około 8000 osób. 18 września 1943 Niemcy zlikwidowali getto, a Żydów zamordowano i wywieziono do obozu zagłady w Sobiborze.
W czasie okupacji niemieckiej w Lidzie znajdowała się siedziba Okręgu "Nowogródek" Armii Krajowej pod dowództwem majora Janusza Prawdzic-Szlaskiego dysponującego siłami około 8 tysięcy polskich partyzantów. W nocy 17/18 stycznia 1944 Armia Krajowa dokonała udanego ataku na miejscowe więzienie, z którego uwolniono około 70 osób. Akcję przeprowadziło zaledwie 11 ludzi pod dowództwem ppor. Zenona Batorowicza "Zdzisława". Sukces był o tyle spektakularny, że w tym czasie w mieście przebywało 10 tysięcy żołnierzy i policjantów niemieckich.
2 lutego 1945 w publicznej egzekucji dokonanej przez NKWD na skrzyżowaniu ulic ks. Falkowskiego i 3 maja (obecnie Leninskaja i Łomonosowa) został powieszony ppor. AK Jerzy Bokłażec ps. Pazurkiewicz. 
W 1945 Lida została wcielona do ZSRR, po którego rozpadzie w 1991 znajduje się na terenie Republiki Białoruś.

## Zabytki

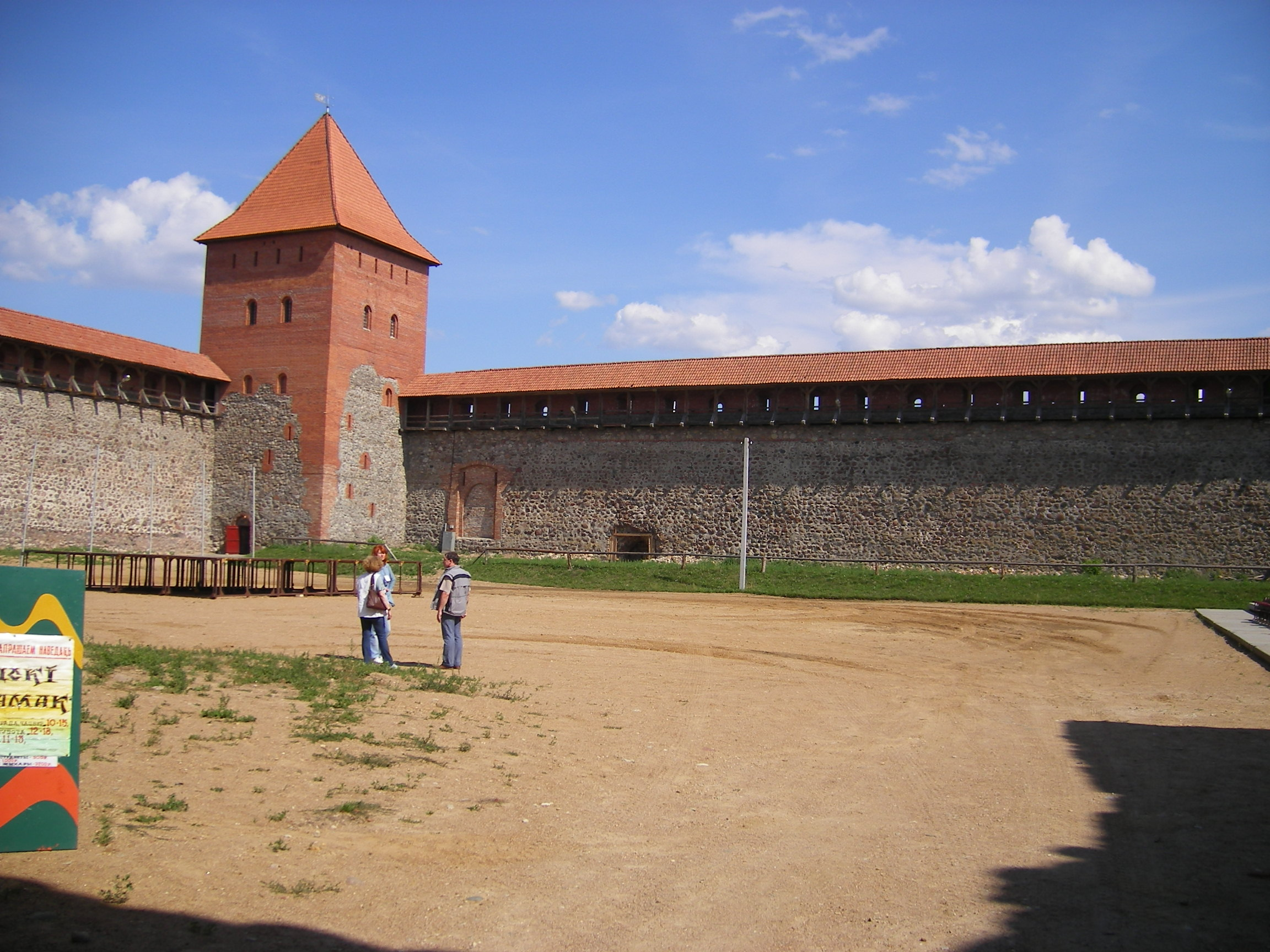
Zamek w Lidzie

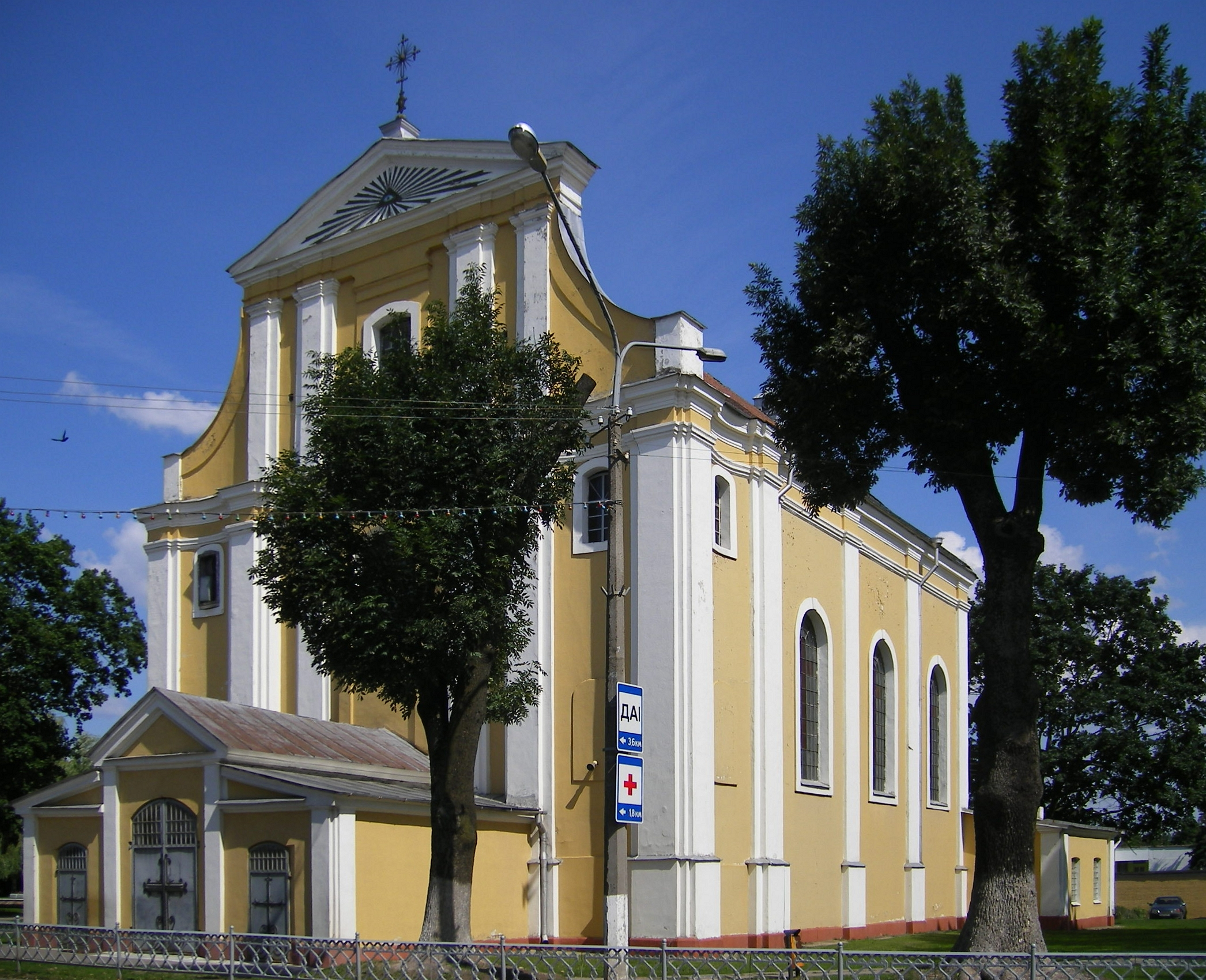
Kościół Podwyższenia Krzyża Świętego

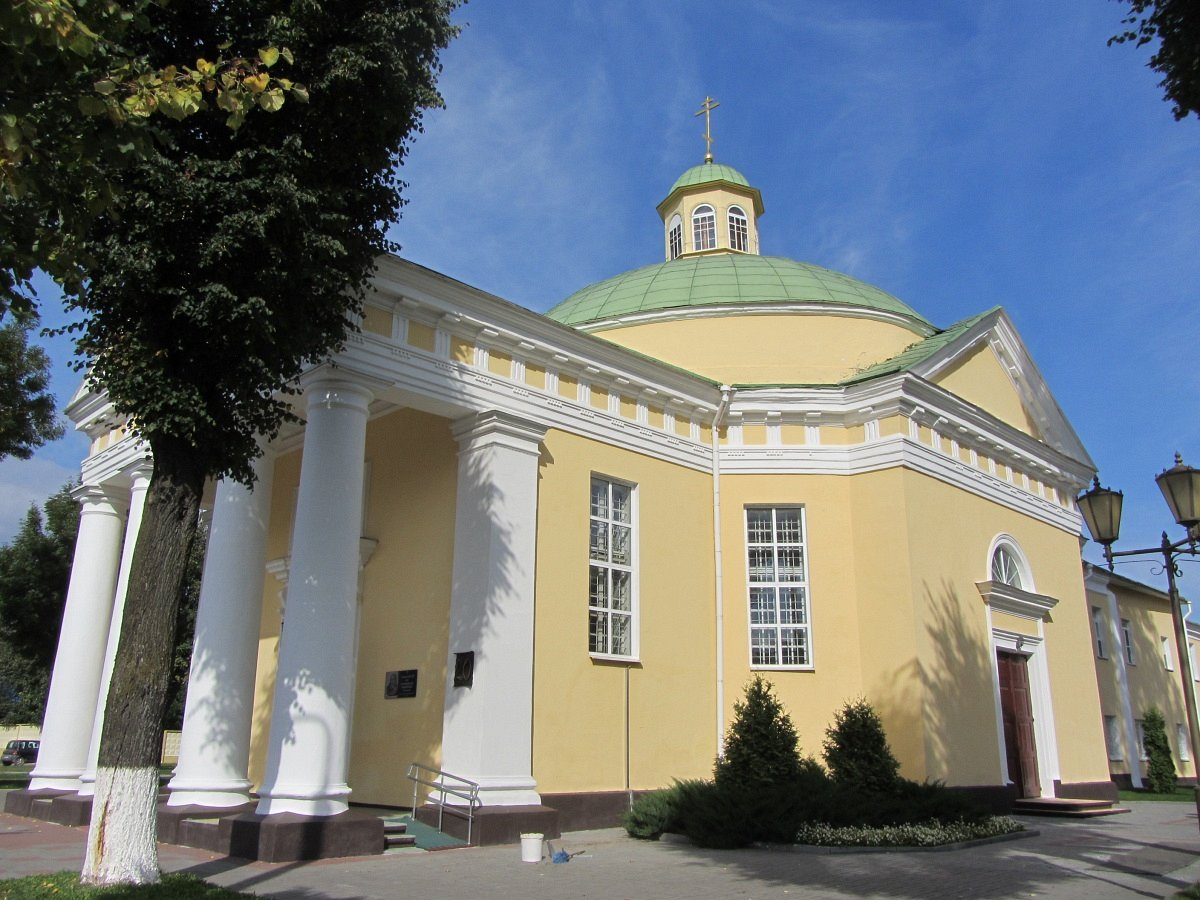
Kościół pijarów, obecnie sobór św. Michała Archanioła

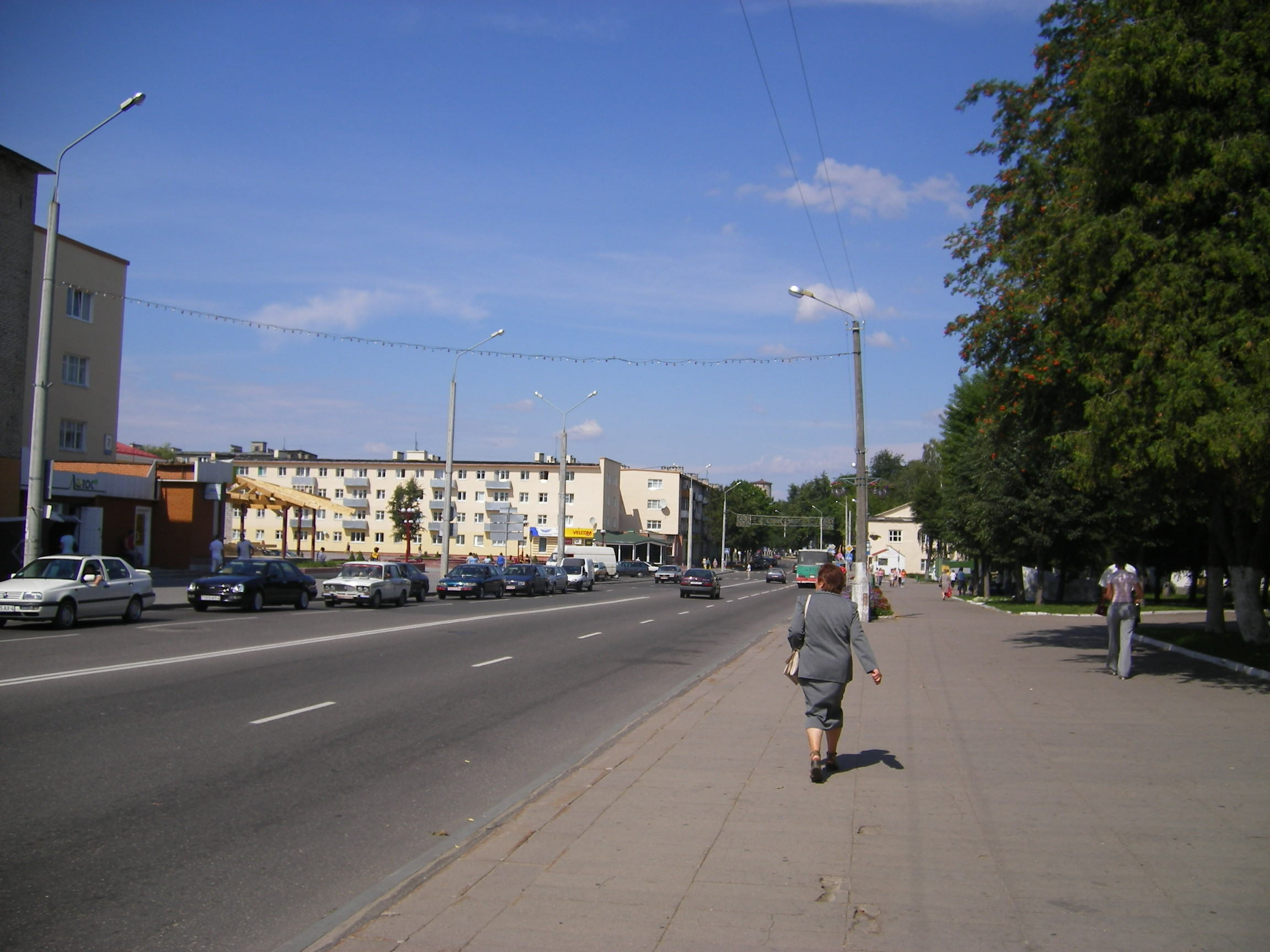
Ulica Sowiecka

- zamek w Lidzie z XIV wieku, zbudowany przez litewskiego księcia Giedymina na planie czworoboku, z dwiema wieżami w stylu gotyckim. Częściowo zrekonstruowany.
- kościół katolicki w Lidzie zbudowany w 1770 w stylu barokowym, funkcjonujący bez przerwy. Jest to świątynia trójnawowa, z czworobocznym prezbiterium i barokowym szczytem fasady. Charakteryzuje się bogato wyposażonym wnętrzem (rzeźby, freski, ornamenty stiukowe). Po lewej stronie znajduje się ołtarz z obrazem Matki Bożej Lidzkiej (Różańcowej), który według legendy przywieźli do Lidy pierwsi franciszkanie w 1376
- kościół pijarów (obecnie cerkiew prawosławna), klasycystyczny, w kształcie rotundy. Zbudowany w latach 1800-1825. Spalony w 1842. W 1843 zamieniony na cerkiew prawosławną. W 1926 wrócił do pijarów. Został zamknięty w 1958 – była w nim hala sportowa, planetarium, muzeum, w 1991 – kino. W 1995 został przekazany prawosławnym. Obok dzwonnica.
- klasztor i kolegium zakonu Pijarów – zamknięty w 1843 i częściowo wyburzony. W okresie międzywojennym szkoła handlowa.
- Kościół na Słobódce, drewniany, z lat 30. XX wieku
- cmentarz katolicki w Lidzie (stary cmentarz) z 1797 przy ul. Engelsa. Na cmentarzu modernistyczna kaplica św. Barbary z lat 30. XX wieku.
- koszary 77 pułku piechoty, pomiędzy ulicami ks. Skorupki i Koszarową.
- browar z 1876
- budynek Gimnazjum im. hetmana Karola Chodkiewicza z 1930, styl modernistyczny. Obecnie Lidzki Koledż Pedagogiczny, ul. Kirowa 20
- budynek Poczty Polskiej z 1936 proj. Wanda Boerner-Przewłocka w stylu funkcjonalistycznym, ul. Mickiewicza 8
- Szkoła Powszechna im. G. Narutowicza z 1928, ul. Kirowa 18 (Szkolna)

Do 1940 w Lidzie mieściła się jedna z największych w Europie żydowskich szkół rabinicznych.
W Lidzie działa organizacja TKPZL Towarzystwo Kultury Polskiej Ziemi Lidzkiej. Organizacja zajmuje się poszerzaniem kultury polskiej.
Rozgrywa się tam część akcji powieści Sergiusza Piaseckiego Zapiski oficera Armii Czerwonej.

## Religia
- Kościół Podwyższenia Krzyża Świętego w Lidzie
- Miasto jest siedzibą prawosławnej eparchii lidzkiej

## Sport

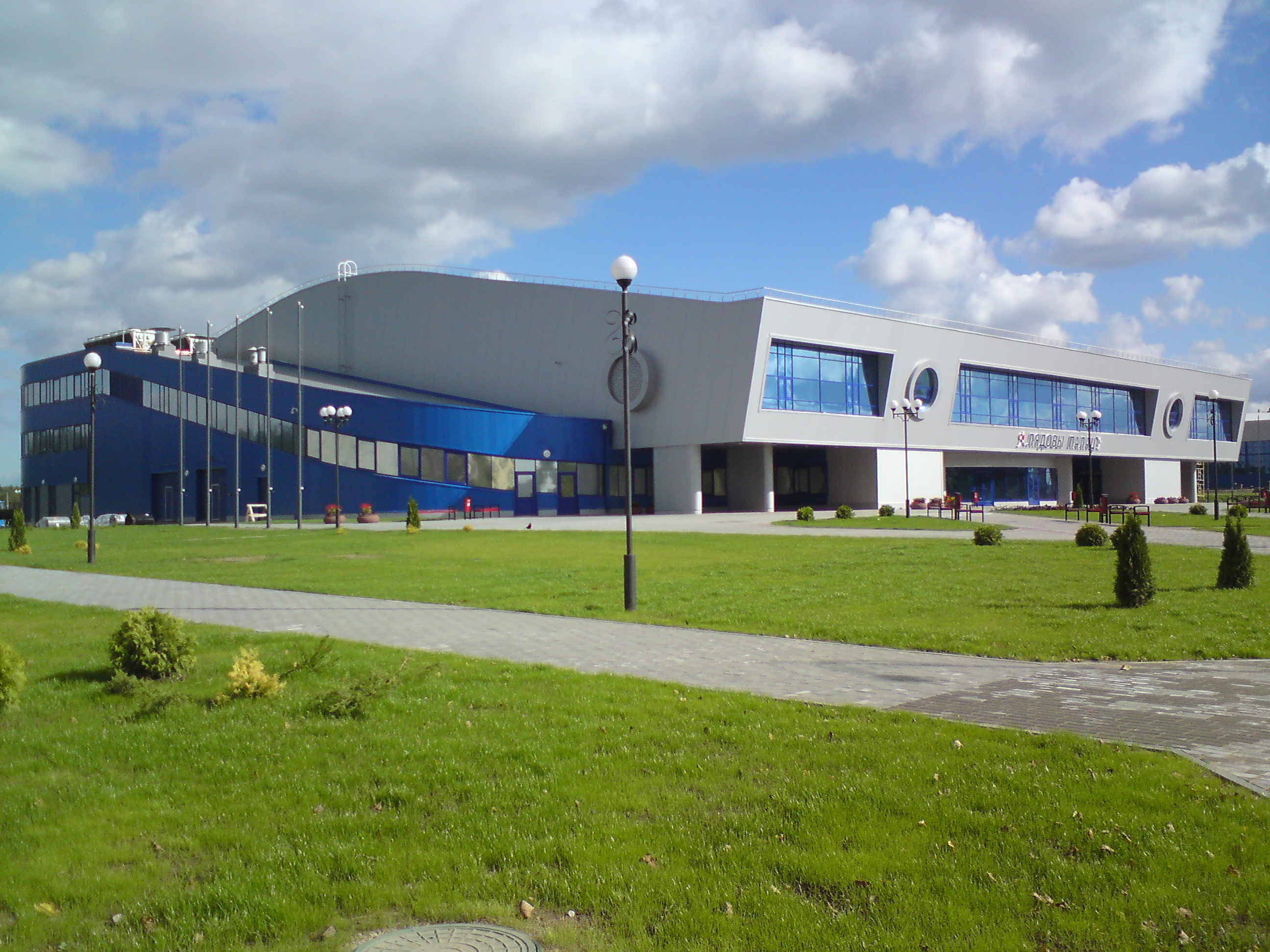
Lodowisko w mieście

- FK Lida (Klub Piłkarski Lida) – klub piłkarski
- HK Lida – klub hokejowy

Do 1939 roku w mieście funkcjonowały kluby piłkarskie takie jak Policyjny KS Lida i Wojskowy KS 77 PP Lida.

## Ludzie związani z Lidą
- Stanisław Bernatowicz – polski hydrobiolog, profesor Szkoły Głównej Gospodarstwa Wiejskiego-Akademii Rolniczej w Warszawie
- Ryszard Bielawski (ur. 1930) – polski entomolog, doktor nauk przyrodniczych
- Tadeusz Bieńkowicz – polski dowódca wojskowy, generał brygady Wojska Polskiego, żołnierz wyklęty
- Jerzy Bokłażec – polski żołnierz Armii Krajowej w stopniu podporucznika, dowodził kompanią w 4. batalionie 77. Pułku Piechoty AK, zamordowany przez NKWD w Lidzie
- Jerzy Derfel (ur. 1941) – polski kompozytor, pianista
- Stanisław Dobosz – polski nauczyciel i rzemieślnik, poseł na Sejm II RP III kadencji (1930–1935) z listy BBWR w okręgu Lida
- Waleria Fegler – polska nauczycielka i polityk
- Paweł Fietkiewicz (1930–2015) – polski rzeźbiarz, złotnik, kolekcjoner i konserwator, odkrywca zegarów żuławskich
- Konstanty Gorski – polski kompozytor, skrzypek-wirtuoz, pedagog, dyrygent, działacz społeczny, autor pieśni, dwóch oper i wielu utworów instrumentalnych
- Andrzej Januszajtis (ur. 1928) – polski profesor, pasjonat i znawca historii Gdańska
- Aleksander Jurewicz (ur. 1952) – polski poeta i pisarz, reprezentant współczesnej literatury kresowej
- Tomasz Kołakowski – polski ksiądz rzymskokatolicki, działacz społeczny
- Lidia Kłobucka (1932-1995) – polska śpiewaczka operetkowa
- Teresa Lubkiewicz-Urbanowicz (1930-2023) – polska pisarka
- Pola Raksa (wł. Apolonia Raksa) (ur. 1941) – polska aktorka
- Zbigniew Rylski (ur. 1923) – polski dowódca wojskowy, major Wojska Polskiego
- Wiktor Thommée – polski dowódca wojskowy, generał brygady Wojska Polskiego
- Stefan Witorzeńć – polski pułkownik pilot Wojska Polskiego, as myśliwski II wojny światowej
- Roman Załuski (1936-2022) – polski reżyser filmowy, scenarzysta
- Irena Zardanowska (1916-1986) – polska malarka, scenografka, Sprawiedliwa wśród Narodów Świata

## Miasta partnerskie
- Tempelhof-Schöneberg